# Берт Траутман
Бернхард Карл „Берт“ Траутман (на немски: Bernhard Carl „Bert“ Trautmann, роден на 22 октомври 1923 г. в Бремен, Германия, починал на 19 юли 2013 г. в Ла Льоса, Испания) е бивш германски футболист, вратар. Един от легендарните футболисти на Манчестър Сити, той е счетан за един от най-добрите вратари за своето време, но въпреки това няма нито един мач за националния отбор на Германия, защото треньорът Сеп Хербергер не използва легионери. По време на Втората световна война Траутман е парашутист в Луфтвафе и успява да избяга от руски, френски и американски плен, както и да оцелее след бомбардировката на град Клеве. Един от едва 90-те оцелели от своя полк, наброяващ 1000 души, той в крайна сметка попада в британски плен, като след войната предпочита да остане да живее в Англия, където по-късно подписва договор с Манчестър Сити – нещо, което среща съпротива от феновете на отбора ветерани от войната и тези от еврейски произход. Траутман изиграва последните 15 минути от финала за ФА Къп през 1956 г. срещу Бирмингам с пет разместени шийни прешлена, един от които счупен на две, и остава жив само благодарение на случайността, че единият от прешлените притиснал и закрепил счупения. Същата година става първият вратар, избран за футболист на годината в Англия. Заради способността си да оцелява получава прякора „Човекът с девет живота“. Носител Железен кръст първи ранг (от който впоследствие се отказва) на Федерален кръст за заслуги, Офицер на Ордена на Британската империя и член на Английската футболна зала на славата.

## Военна кариера
На десетгодишна възраст Траутман постъпва в Юнгфолк, детската организация към Хитлерюгенд, а четири години по-късно напуска училище и става член на Хитлерюгенд. След като предишните години печели няколко състезания по дълъг скок и бягане на 60 метра, взима участие в Младежките игри на Райха на Олимпийския стадион в Берлин, където заема втори места в дългия скок, бягането на 60 метра и хвърлянето на гранати. През 1939 г. започва да учи за автомеханик в Ханомаг, а през 1941 г. се записва като доброволец в Луфтвафе, където иска да стане пилот, но тъй като това е невъзможно защото няма завършено средно образование, Траутман започва да учи за радист. Той обаче не проявява интерес към занятията и не взима изпита, след което се присъединява към 35-а пехотна дивизия. След само три месеца в армията Траутман е изпратен в окупирана Полша, но е стациониран далеч от фронтовата линия в Замошч. През лятото на 1941 г. полкът му получава заповед за настъпление към Русия и е стациониран първо в Житомир, а по-късно и в Днепропетровск. В началото на следващата година полкът понася голямо поражение, а Траутман решава да стане парашутист, като за тази цел е изпратен на обучение в Берлин. По време на службата си на Източния фронт е награден с пет медала и Железен кръст първи ранг, а след това е повишен в подофицер. След повишението му във фелдфебел той е прехвърлен на Западния фронт, във Франция, където с поделението си очаква Десанта в Нормандия. През февруари 1945 г. Траутман е един от малкото оцелели от своята военна част по време на бомбардировката на Клеве. Останал без поделение решава да се прибере в Бремен и тъй като не разполага с документи за уволнение от армията трябва да избягва срещи както с войници на Съюзниците във Втората световна война, така и със собствените си войски, за да не бъде разстрелян като дезертьор. На 27 март 1945 г. е заловен от американски войници в една плевня. След като разбират, че не може да им даде ценна информация, те го извеждат от плевнята с вдигнати ръце и Траутман, мислейки, че ще бъде екзекутиран, успява да им се изплъзне. По време на бягството си прескача една ограда и се приземява в краката на британски войник, който го поздравява с думите „Здравей, Фриц. Искаш ли чаша чай?“ В началото е задържан в лагер за военнопленници край Остенде, Белгия, а после е прехвърлен в лагери в Есекс, Нортуич, Хайтаун (близо до Ливърпул) и Аштън-ин-Мейкърфийлд (близо до Уигън), където остава до 1948 г.), като първоначално е класифициран като военнопленник катогерия Ц (нацист), но впоследствие е понижен до категория Б (не нацист). След затварянето на лагера в Аштън-ин-Мейкърфийлд Траутман отказва предложение да бъде върнат в родината си и остава да Англия, работейки първоначално във ферма, а после и като сапьор.

## Футболна кариера
На осем години Траутман започва да тренира в ТуРа Бремен, като играе на позицията ляв полузащитник. Години по-късно като затворник играе в редовно провежданите мачове в лагера, първоначално отново като полузащитник, но по време на подготовката за първия „международен“ мач срещу английски аматьорски тим се контузва и решава да застане на вратата, позиция, за която се оказва, че има талант. През 1948 г. започва да играе за аматьорския Сейнт Хелънс Таун. Той бързо се превръща в любимец на местните фенове и привлича все повече публика на стадиона. По този начин печели вниманието на много първодивизионни отбори като Арсенал, Тотнъм, Евъртън, Манчестър Юнайтед и Манчестър Сити. Заради миналото си той не иска да премине в професионален отбор, но в крайна сметка през октомври 1949 г. подписва с Манчестър Сити.
Много фенове на отбора се противопоставят на трансфера, изпращат протестни писма, връщат абонаментни си карти, заплашват с бойкот и организират протести, на един от които се събират 20000 души. Приемането на Траутман като част от отбора е затруднено и от факта, че той е взет за заместник на отказалия се от футбола Франк Суифт, една от легендите на Манчестър Сити. Ерик Уестууд, капитан на отбора, не счита трансфера за правилен, но публично приветства Траутман в отбора с думите „В тази съблекалня няма война. Добре си дошъл както всеки един друг нов играч. Чувствай се като у дома си. Успех!“ Местната преса се убеждава в неговите качества по време на мачовете за втория отбор и го нарича едно от откритията в последните години и достоен заместник на Суифт, а протестите от страна на феновете намаляват след добрите изяви по време на дебюта му за първия отбор срещу Болтън. Лошото отношение към него продължава обаче по време на гостуванията. Повратният момент идва през януари 1950 г. и е първият мач на Траутман в Лондон, град, тежко поразен от бомбардировките на Луфтвафе. Заради слабата форма на Манчестър Сити всички очакват разгромна победа за Фулъм, но благодарение на добрите спасявания на Траутман Сити губи само с 1:0. Вратарят е посрещнат с обиди и освирквания, но след мача публиката става на крака и го изпраща с аплодисменти, както правят и играчите на Фулъм.
В края на сезона Манчестър Сити изпада във Втора английска дивизия, но се връща в елита само година по-късно, а Берт Траутман се превръща в най-добрите вратари в първенството. През 1952 г. Шалке 04 предлага 1000 британски лири, за него, но от Сити отговарят, че според тях Траутман струва 20 пъти повече. През 1955 г. Манчестър Сити стига финала за ФА Къп, където губи от Нюкасъл с 3:1, а Траутман се превръща в първия германски футболист на финал за купата. Следващият сезон е още по-добър за Сити и Траутман. Отбърът завършва на четвърто място в класирането и отново играе финал за ФА Къп, а вратарят е избран за футболист на годината. 15 минути преди края на финала за купата срещу Бирмингам при резултат 3:1 Траутман скача в краката на противниковия нападател Питър Мърфи, за да спаси едно ниско центриране. Двамата се сблъскват, при което коляното на Мърфи попада във врата на Траутман. Видимо замаян и трудно държащ се на краката си, със замъглено зрение и неспособен да върти главата си настрани вратарят изиграва мача до края, защото смени не са позволени, като прави няколко добри спасявания и е избран за играч на мача. Болките продължават и по време на официалния банкет след мача, но Траутман очаква болката да отмине от само себе си. Тя обаче не намалява и на следващия ден той отива на лекар, който му казва, че това е само схващане, което ще отшуми до дни. След като три дни по-късно Траутман отива при друг лекар, рентгеновата снимка показва пет разместени шийни прешлена, един от които счупен на две, а лекарят му казва, че с такава фрактура би трябвало да е мъртъв.
Възстановяването от контузията отнема няколко месеца, пет от които прекарва в гипс от главата до ханша, а след това играе с предпазна яка на врата. Траутман пропуска по-голямата част от следващия сезон, а след като се завръща в игра не показва добра форма. Това кара част от феновете и медиите да го подканят да се пенсионира, а друга част обвинява клуба, че го принуждава да играе преди да се е възстановил напълно. Сезон 1957/1958 също не е добър за вратаря – Сити завършва на пето място, но става първият дотогава английски отбор, който отбелязва и допуска 100 гола в рамките на един сезон. Германецът изиграва 34 от 42 възможни мача, като не допуска гол само в два, а допуснатите осем гола при загубата с 8:2 от Лестър са негов личен антирекорд. Слабите игри след контузията се дължат и на друга трагедия в семейството му – три седмици след финала за купата петгодишният му първороден син е ударен от кола и умира. Траутман остава в Манчестър Сити до 1964 г. и изиграва общо 545 мача във всички турнири. Бенефисният му мач се състои пред около 60000 души (по официални данни 48000) – по време, когато средната посещаемост на мач на Сити е 15000), а в него Траутман е капитан на сборен отбор от играчи на Манчестър Сити и Манчестър Юнайтед срещу сборен отбор от английски футболисти. След Сити вратарят отива в нискоразредния Уелингтън Таун, където му обещават по 50 лири на мач, но още във втория получава червен картон и повече не изиграва нито един мач повече.

## Треньорска кариера
През 1965 г. Траутман приема предложението да стане треньор на закъсалия в Четвърта английска дивизия Стокпорт Каунти. Привличането на германеца допринася за подобрението на имиджа на отбора и увеличението на приходите, но тимът продължава да изпитва затруднения в спортно-технически аспект и следващата година той напуска след спор с президента на отбора, а в края на сезона Стокпорт е 13-и. От юли 1967 до септември 1968 г. Траутман е начело на втородивизионния Пройсен Мюнстер в Регионална лига Запад и отборът завършва на 13-о място. През сезон 1969/1970 отново е треньор във втора дивизия – на Опел Рюселсхайм в Регионална Лига Юг, като и този отбор завършва 13-и. По-късно Траутман обикаля света като посланик на германския футбол. Между 1972 и 1975 г. е треньор на Бирма, с който постига някои успехи – първо класира отбора за футболния турнир на Олимпиадата в Мюнхен през 1972 г., където записва победа над Судан, а две години по-късно печели Президентската купа – турнир, в който участват югоизточни азиатски национални отбори. Следват години в националните отбори на Танзания, Либерия и Пакистан, както и работа с футболните федерации на Йемен и Малта.

## Успехи
Като футболист
 Манчестър Сити
- Втора английска дивизия:
  - Вицешампион (1): 1951
- ФА Къп:
  - Носител (1): 1956
  - Финалист (1): 1955
- Чарити Шийлд:
  - Финалист (2): 1956

Като треньор
 Бирма
- Президентска купа
  - Носител (1): 1974

Индивидуални отличия
- футболист на годината в Англия: сезон 1955/1956
- Железен кръст първи ранг
- Федерален кръст за заслуги: 1997
- Офицер на Ордена на Британската империя: 2004
- Член на Английската футболна зала на славата: 2005
- Член на Залата на славата на германския спорт: 2011